# Eritrichium deqinense
Eritrichium deqinense är en strävbladig växtart som beskrevs av Wen Tsai Wang. Eritrichium deqinense ingår i släktet Eritrichium och familjen strävbladiga växter. Inga underarter finns listade i Catalogue of Life.